# شاهرخت
شاهرخت روستایی در دهستان پترگان بخش مرکزی شهرستان زیرکوه استان خراسان جنوبی ایران است. این روستا در فاصله ۱۲۰ کیلومتری شهر قاین واقع شده‌است و مرکز دهستان پترگان است. شغل مردم آن کشاورزی، دامپروری و قالیبافی است.
پایگاه فرهنگی خبری شاهرخت(دیروز،امروز،فردا)در تلگرام و اینستاگرام به آدرس avayeshahrakht@ می باشد.

## جمعیت
بر پایه سرشماری عمومی نفوس و مسکن در سال ۱۳۹۰ جمعیت این روستا ۲۵۳۸ نفر (در ۵۷۸ خانوار) بوده‌است.

## جاذبه‌های گردشگری
روستای شاهرخت، از جمله روستاهای قدیمی استان است که دارای پیشینه کهن و جاذبه‌های خاص و منحصربه فردی است. به‌طور خلاصه مهم‌ترین جاذبه‌های گردشگری این روستا عبارتند از:

### امامزاده سعدالله بن موسی الکاظم
امامزاده سعدالله بن موسی الکاظم  در استان خراسان جنوبی، شهرستان زیرکوه، بخش زیرکوه، روستای شاهرخت واقع شده است. اين آستان در جوار روستای شاهرخت در شهرستان زيركوه و در موقعیت طول جغرافيائي 60 درجه و 16 دقيقه و عرض جغرافيائي 33 درجه و 38 دقيقه شمالی و در ارتفاع 702 متري از سطح دريا واقع است. این مزار تا مركز شهرستان «شهر حاجي آباد» 25 كيلومتر و تا مرز «گمرگ يزدان» 60 كيلومتر فاصله دارد.
مراسم زيارت همچون قرائت ادعيه، قرباني كردن گوسفند، پختن غذای نذری مي باشد. براي زيارت اين بقعه از تمامي شهر و روستاهاي منطقه خراسان و عمدتاً از روستاي شاهرخت، آبيز، اسفاد، دارج، تجنود، حاجي آباد، بمرود، بارنجگان، چشمه بيد و همت آباد مشرف مي شوند. ايام زيارت عمدتاً شب و روزهاي جمعه و به طور ويژه روزهاي تاسوعا، عاشورا و ايام شهادت علی امام اول شیعیان و شهادت رضا امام هشتم شیعیان و هيئت هاي عزاداري به محل مزار مي آيند كه گاهي ازدحام جمعيت بيش از ۱۵هزار نفر مي رسد.
امکانات رفاهی و خدماتی : زائرسرا و سرايداري جهت اسكان زايران بنا شده، طرح جامع امامزاده توسط مهندسين مشاور اداره كل اوقاف خراسان تهيه و به شماره پلاك 57 اصلي شاهرخت واقع در بخش 14 قاينات ثبت و نوع كاربريهاي اراضي آن مشخص گرديده است. منبع آب روستا در جوار امامزاده آب آشاميدني و فضاي سبز مورد نياز را بر طرف مي كند. روشنايي حد فاصل شاهرخت تا امامزاده تأمين شده و امكان ارتباط از طريق دفتر مخابراتي با ديگر نقاط فراهم مي باشد. پاركي در جوار آرامگاه در حال احداث بوده و ساختمان جدید امامزاده در حال احداث می باشد.

### قلعه حسن بایخان شاهرخت
قلعه حسن بایخان که متعلق به قرن پنجم هجری و مقر اسماعیلیان است بر فراز قله‌ای احداث شده و با تونلی به طول ۲ کیلومتر مرتبط است. این قلعه کمینگاهی در شمال شرق شاهرخت و در مسیر راه هرات و غوریان به قاین به عنوان مرکزی گمرکی و برخوردار ازموقعیت استراتژیکی وبرج نگهبانی برای قلعه حسن بایخان بود. هم اکنون آثار راه شاهرخت به غوریان مشهود است.
این قلعه در فاصله ۵/۲ کیلومتری شمال روستای شاهرخت و بر فراز کوهی منفرد قرار گرفته‌است. این قلعه با مصالح سنگ، آجر و ملات ساروج بنا شده‌است. فضاهای معماری قلعه شامل حصار، برجها، آب انبارها و فضاهای مسکونی است. با توجه به اینکه دسترسی به قلعه از تمام جوانب کوه امکانپذیر است و تقریباً هیچ قسمت کوه دارای عارضه یا پرتگاه طبیعی نیست که بتواند جلوی مهاجمان را بگیرد، لذا در تمام قسمت‌های قلعه از حصار و برج برای افزایش استحکام بنا استفاده شده‌است. سه آب انبار در قسمت‌های مختلف قلعه قابل مشاهده است. یک آب انبار به صورت دایره، یکی به صورت مستطیل وسومی به شکل سه دایره متقاطع که در یک ردیف قرار گرفته‌اند. این قلعه مانند سایر قلعه‌های مشابه توسط اسماعیلیان استفاده می‌شده است.

### قلعه قدیمی (قلعه کهنه) شاهرخت
این قلعه در شرق شاهرخت واقع شده‌است و دارای نه برج، دیوارهای مرتفع، و واحدهای مسکونی برای هر یک از ساکنین روستای شاهرخت بوده‌است. قلعه کهنه شاهرخت پناهگاهی به هنگام هجوم ترکنها بوده‌است. متأسفانه به دلیل زلزله‌های زیاد بخش اعظم آن تخریب شده‌است.

### سدهای خاکی حاج ابراهیم احمدی
سدهای خاکی حاج ابراهیم احمدی با نام های سد خاکی شهید کاوه و سد خاکی شهید همت در منطقه چاهقوری و قلعه حسن بایخان احداث شده اند.
هر ساله با بارش باران این سدها آبگیری شده و تبدیل به یک منطقه گردشگری میشود.

## سوغات
- زعفران
- عناب